# Batalla de Heligoland (1864)
La batalla de Heligoland (o Helgoland) tuvo lugar el 9 de mayo de 1864, durante la guerra de los Ducados, entre una escuadra danesa dirigida por el comodoro Edouard Suenson y una escuadra conjunta austro-prusiana comandada por el comodoro austríaco Wilhelm von Tegetthoff. La acción se produjo como resultado del bloqueo danés de los puertos alemanes en el mar del Norte; los austríacos habían enviado dos fragatas de vapor, la SMS Schwarzenberg y la Radetzky, para reforzar la pequeña Armada prusiana para ayudar a romper el bloqueo. Después de llegar al mar del norte, Tegetthoff se unió a un aviso prusiano y un par de cañoneros. Para oponerse a él, Suenson tenía disponibles las fragatas de vapor Niels Juel y Jylland y la corbeta Hejmdal.
En la mañana del 9 de mayo, las dos escuadras se encontraron frente a la isla de Heligoland, entonces controlada por la neutral Gran Bretaña. Tegetthoff atacó con sus dos fragatas mientras las naves prusianas más lentas que estas se quedaban atrás, incapaces de entablar combate con los buques de guerra daneses. El buque insignia de Tegetthoff, el Schwarzenberg, sufrió la peor parte de los disparos daneses, y a raíz de esto, se incendió tres veces. El último de estos no pudo apagarse con rapidez, lo que obligó al comodoro austríaco a buscar refugio en las aguas neutrales alrededor de la isla. Aunque Dinamarca reclamó una victoria táctica en la batalla, estos se vieron obligados a poner fin al bloqueo de la costa alemana. Un armisticio entró en vigor tres días después de la batalla. Cuando estalló nuevamente la lucha en junio, llegaron más buques de guerra austriacos con la misión de fortalecer las fuerzas navales austro-prusianas, y los daneses evitaron enfrentarse a ellas.
Las opiniones de los historiadores sobre el resultado de la batalla son contradictorias, algunos citan la retirada de los barcos de Tegetthoff y el gran daño que sufrieron como evidencia de una victoria táctica para Suenson, otros citan el levantamiento del bloqueo como resultado de un triunfo estratégico para los austriacos y prusianos, y algunos describen el éxito como inconcluso. La batalla de Heligoland fue la última batalla naval librada por escuadrones de barcos de madera, y también fue la última vez que los barcos de guerra daneses libraron una acción importante. El Jylland, el último buque de guerra con un casco de madera impulsado por una hélice que se conserva, se encuentra en la ciudad de Ebeltoft.

## Antecedentes
A fines de 1863, las tensiones comenzaron a aumentar entre la Confederación Germánica y Dinamarca por la Constitución de Noviembre de esta última, que integraba los ducados de Schleswig, Holstein y Lauenburg con Dinamarca, una violación del Protocolo de Londres que había puesto fin a la primera guerra de Schleswig. La crisis dio paso a la Guerra de los Ducados, la cual inicia el 1 de febrero de 1864, después de que Prusia y el Imperio austriaco entregaran un ultimátum a Dinamarca, para que esta última cediera los ducados en disputa al control austro-prusiano. En aquel momento la flota danesa era muy superior a las fuerzas navales prusianas inicialmente disponibles, lo que permitió a los daneses bloquear la costa alemana. El grueso de la flota prusiana se concentró en el mar Báltico, mientras que la flota austriaca estaba estacionada principalmente en el mar Mediterráneo. También en el Mediterráneo estuvieron el aviso prusiano SMS Preussischer Adler y los cañoneros Blitz y Basilisk; estos buques fueron inmediatamente reclamados a aguas alemanas.
Mientras tanto, el 30 de marzo, la flota danesa formó la Escuadra del Mar del Norte, que en ese momento estaba formada por la fragata de vapor Niels Juel y las corbetas de vapor Hejmdal y Dagmar, al mando del comodoro Edouard Suenson. El 6 de mayo, la fragata Jylland relevó al Dagmar, lo que permitió su traslado al mar Báltico. Para entonces, la escuadra danesa había capturado quince premios alemanes, junto con cuatro corredores de bloqueo de países neutrales. Además, los puertos de Hamburgo y Bremen se hallaban efectivamente cerrados al tráfico.
Para reforzar a sus aliados prusianos y romper el bloqueo, los austriacos reunieron una poderosa escuadra, que igualaba a la flota danesa, y le ordenaron que navegara desde el mar Mediterráneo hasta el mar del Norte para romper el bloqueo. El escuadrón estaría compuesto por el navío de línea Kaiser, las fragatas blindadas Don Juan d'Austria y Kaiser Max, las fragatas de hélice Schwarzenberg y Radetzky, la corbeta de hélice Erzherzog Friedrich, las cañoneras de rueda lateral Kaiserin Elizabeth y Lucia, y los cañoneros Seehund y Wall. Inicialmente, solo la Escuadra de Levante austríaca, comandada por el comodoro Wilhelm von Tegetthoff, estaba lista, por lo que esos barcos recibieron órdenes de marchar hacia el norte antes que el resto de la escuadra. La Escuadra de Levante, centrada en los buques Schwarzenberg y Radetzky, llegó al mar del Norte el 1 de mayo; Las otras dos embarcaciones de Tegetthoff, la corbeta Dandolo y la cañonera Seehund, no estaban disponibles debido a problemas con la caldera y una conexión a tierra, respectivamente. Las escuadras de Austria y Prusia se reunieron en Texel, Países Bajos, y Tegetthoff agregó a Preussischer Adler, Blitz y Basilisk a su fuerza. Tegetthoff tomó su flotilla para atacar a la escuadra danesa del mar del Norte.
En la mañana del 7 de mayo, los buques de Tegetthoff avistaron la fragata británica Aurora frente a la isla de Heligoland; después de que Tegetthoff terminó de determinar que Aurora era un buque de guerra neutral, tomó su escuadrón para anclar en la isla de Sylt. Aurora comandada por Francis Leopold McClintock, se encontró con la escuadra de Suenson al día siguiente. McClintock informó a Suenson de la última ubicación conocida de la escuadra austro-prusiana. Mientras tanto, Tegetthoff había continuado hasta Cuxhaven, en la desembocadura del Elba, para reponer sus reservas de combustible.

## La batalla

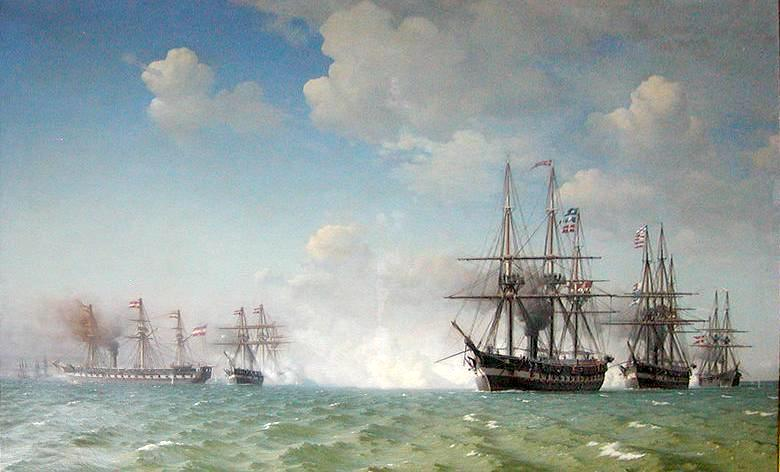
Otra pintura de la batalla, Slaget ved Helgoland, que representa los barcos daneses en primer plano con el Schwarzenberg en llamas en la distancia

A primeras horas del 9 de mayo, Tegetthoff recibió la noticia de que la escuadra danesa navegaba frente a Helgoland. Inmediatamente zarpó y a las 10:00 se acercó a los buques de guerra daneses. Poco después de las 10:00, los vigías a bordo de los barcos daneses divisaron el humo de los barcos de Tegetthoff que se acercaban desde el sur. Tres horas más tarde, las dos escuadras estaban en el rango visual, y Aurora, que había estado observando a la escuadra danesa, tomó una posición para delimitar las aguas neutrales alrededor de la isla. Poco después de las 13:30, los comandantes austriacos, prusianos y daneses ordenaron a sus tripulaciones que se prepararan para la acción. La escuadra austro-prusiana abrió fuego primero, a las 13:57, con los cañones de proa del Schwarzenberg a una distancia de unos 3430 metros. Las dos escuadras, en formación de línea de batalla con los buques prusianos rezagados, se acercaron a unos 1800 metros y pasaron en direcciones opuestas, disparando andanadas entre sí. Un proyectil del Niels Juel golpeó al Schwarzenberg y mató o hirió a la mayoría de los hombres que servían en uno de sus cañones de estribor.
Tegetthoff volvió sus barcos hacia el sur para perseguir a Suenson, quien a su vez alteró el rumbo para tratar de aislar a las lanchas cañoneras prusianas. Cuando el Schwarzenberg giró, la distancia se redujo a poco más de 370 metros, y fue atacada por los tres barcos daneses. Jylland y Hejmdal luego redirigieron el fuego disparando al Radetzky. Los barcos prusianos permanecieron en la zona de desacoplamiento de las fragatas austríacas, disparando contra los buques daneses con poco efecto. Una de las embarcaciones austríacas alcanzó un impacto en Jylland que mató o hirió a todos los hombres de uno de los cañones. Las tripulaciones de los cañones de ambos bandos huyeron de sus posiciones al ver la carnicería hasta que uno de los hombres regresó y llamó a sus compañeros para que se unieran a él. Durante este período de la batalla, el Schwarzenberg sufrió múltiples impactos de proyectil y se incendió en tres ocasiones. Su tripulación apagó los dos primeros, pero el tercero, en la vela del mástil de proa, resultó ser demasiado difícil de controlar.
A las 16:00, el Schwarzenberg comenzó a retirarse de la acción, su aparejo delantero y su castillo de proa ardían fuertemente. Tegetthoff decidió cesar el combate y huyó a las aguas neutrales alrededor de Heligoland. Cuando los barcos de Tegetthoff comenzaron a retirarse, uno de ellos impacta en el timón del Jylland, lo que impidió que Suenson pudiera perseguir eficazmente a los austriacos y prusianos en retirada. McClintock llevó al Aurora entre las dos escuadras para disuadir a Suenson de perseguir a Tegetthoff en violación de la neutralidad británica. Las dos fragatas austríacas habían sufrido un total de 36 hombres muertos y 108 heridos; de estos 31 muertos y 81 heridos a bordo del Schwarzenberg— y ambos buques resultaron dañados. Los barcos daneses sufrieron 14 hombres muertos y 54 heridos, y solo el Niels Juel resultó dañado en la acción. La batalla fue la última en librarse únicamente con buques de guerra de madera, y también fue la última acción naval importante en la que participó la Armada danesa.

## Consecuencias

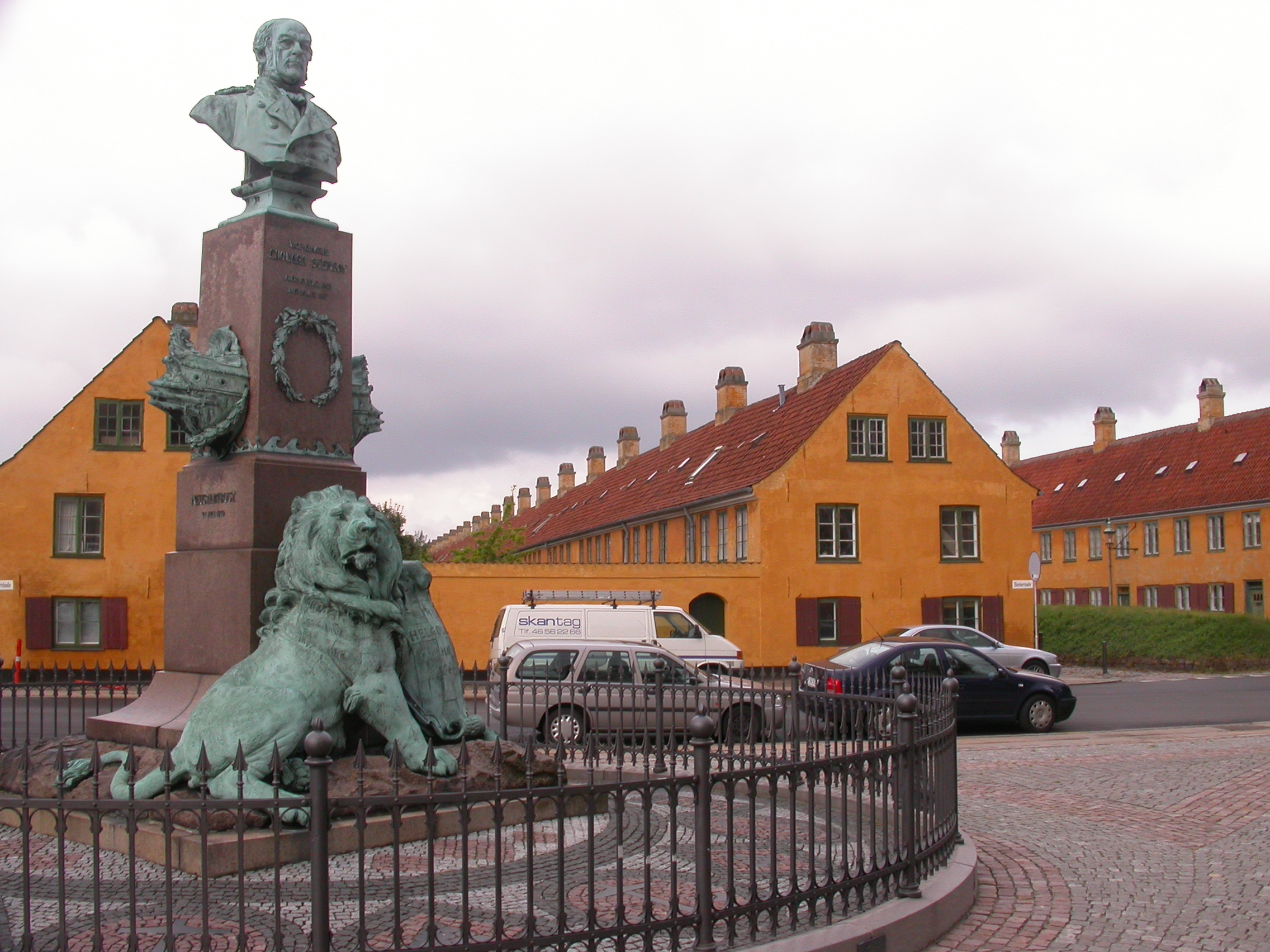
Monumento a Edouard Suenson en Nyboder, Copenhague

Suenson esperó fuera de la zona británica de 3 millas náuticas (5,6 km), pero el escuadrón austro-prusiano pudo escapar durante la noche a Cuxhaven, llegando aproximadamente a las 04:00 horas del 10 de mayo. Al llegar al puerto, los barcos austriacos comenzaron a reparar los daños sufridos en la batalla. Suenson envió a las bajas a tierra y reanudó las patrullas en la parte meridional del mar del Norte, entre Heligoland y el Elba. El día de la batalla, los dos bandos habían firmado un armisticio en Londres que entró en vigor el 12 de mayo, poniendo fin temporalmente a la lucha. El armisticio duró hasta el 26 de junio, cuando se reanudaron los enfrentamientos en tierra. Al día siguiente, llegó una segunda escuadra austríaca, que incluía el buque de línea Kaiser, la fragata blindada Don Juan d'Austria y dos buques menores al mando del vicealmirante Bernhard von Wüllerstorf-Urbair para reforzar los barcos de Tegetthoff. La flota danesa, ahora superada en número, permaneció en el puerto durante el resto de la guerra y no buscó batalla con la escuadra austro-prusiana. En cambio, las fuerzas navales austriacas y prusianas apoyaron las operaciones para capturar las islas frente a la costa occidental de Dinamarca. Estos avances, junto con la captura de la isla de Als en el mar Báltico, obligaron a los daneses a buscar un segundo armisticio el 29 de junio.
Dinamarca afirmó haber ganado la Batalla de Heligoland, aunque ya no pudieron imponer un bloqueo en los puertos del norte de Alemania. El propio Tegetthoff lo consideró un empate, pero fue ascendido a contraalmirante como recompensa por sus acciones durante la batalla. Las opiniones de los historiadores navales sobre el resultado de la batalla están igualmente mezcladas; Anthony Sokol, historiador de la Armada austríaca, afirma que «A pesar del daño que habían sufrido, los austriacos habían obtenido una victoria estratégica», citando el hecho de que se había levantado el bloqueo danés. John Greene y Allesandro Massignani afirman que «Heligoland fue el día de Tegetthoff», aunque señalaron que Suenson podría haber obtenido una victoria si el Jylland no se hubiera vuelto inmaniobrable al final de la acción. Por otro lado, David Zabecki afirma que la batalla «fue una victoria táctica danesa», al tiempo que destaca el levantamiento del bloqueo. David Olivier describió la batalla como inconclusa, aunque también destaca el fin del bloqueo.
Jylland se encuentra hoy en un dique seco de un museo marítimo en Ebeltoft, Dinamarca. Es el último buque de guerra con casco de madera y propulsado a hélice que se conserva. En Copenhague, en Nyboder, hay un monumento que conmemora a Suenson. En el municipio alemán de Ritzebüttel, Cuxhaven, se erigió un monumento a los marineros austriacos que murieron en la batalla.

## Orden de batalla

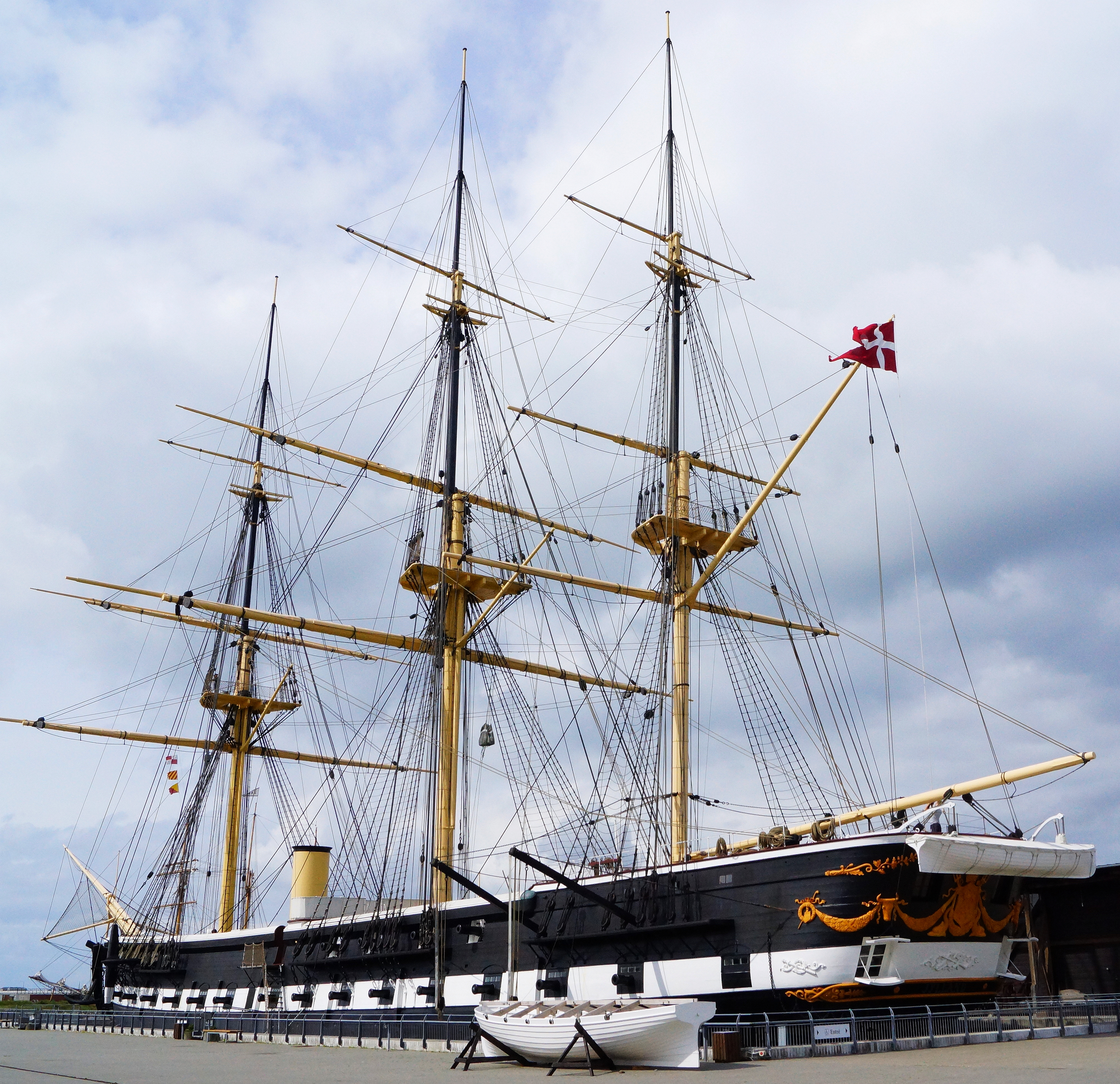
Jylland, preservado como barco museo

### Dinamarca
Comandante: Capitán Edouard Suenson
| Nombre     | Tipo              | Armamento                                                                   | Velocidad             | Desplazamiento | Tripulación |
| ---------- | ----------------- | --------------------------------------------------------------------------- | --------------------- | -------------- | ----------- |
| Niels Juel | Fragata de hélice | Cañones de 30 × 30 libras Cañones de 2 × 18 libras                          | 9.3 nudos (17.2 km/h) | 1934 t         | 422         |
| Jylland    | Fragata de hélice | Cañones de 32 × 30 libras Cañones de 8 × 18 libras Cañones de 8 × 12 libras | 12 nudos (22 km/h)    | 1988 t         | 437         |
| Hejmdal    | Corbeta de hélice | Cañones de 14 × 30 libras Cañones de 2 × 18 libras                          | 9.5 nudos (17.6 km/h) | 892 t          | 164         |

### Escuadra austro-prusiana

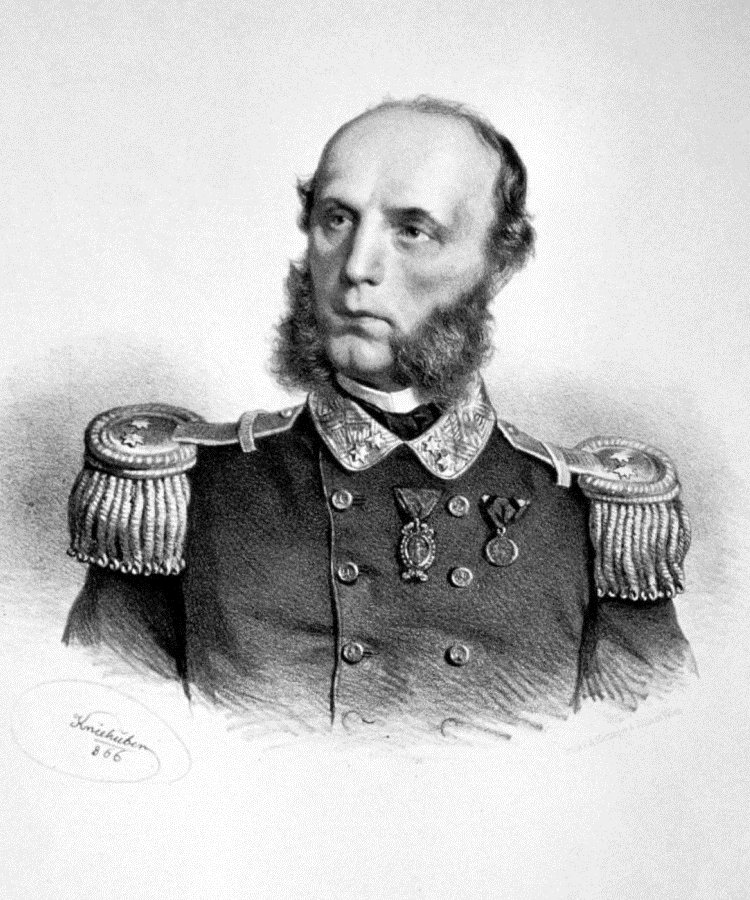
Litografía de Wilhelm von Tegetthoff en 1866

Comandante: Comodoro Wilhelm von Tegetthoff
| Nombre             | Nacionalidad | Tipo              | Armamento                                                                   | Velocidad          | Desplazamiento | Tripulación |
| ------------------ | ------------ | ----------------- | --------------------------------------------------------------------------- | ------------------ | -------------- | ----------- |
| Schwarzenberg      | Austria      | Fragata de hélice | Cañones de 6 × 60 libras Cañones de 28 × 30 libras Cañones de 4 × 24 libras | 11 nudos (20 km/h) | 2614 t         | 498         |
| Radetzky           | Austria      | Fragata de hélice | Cañones de 4 × 60 libras Cañones de 24 × 30 libras Cañones de 3 × 24 libras | 9 nudos (17 km/h)  | 2334 t         | 372         |
| Preussischer Adler | Prusia       | Aviso             | Cañones de 2 × 68 libras                                                    | 10 nudos (19 km/h) | 1171 t         | 110         |
| Blitz              | Prusia       | Cañonero          | Cañones de 1 × 68 libras Cañones de 1 × 24 libras                           | 9 nudos (17 km/h)  | 415 t          | 66          |
| Basilisk           | Prusia       | Cañonero          | Cañones de 1 × 68 libras Cañones de 1 × 24 libras                           | 9 nudos (17 km/h)  | 415 t          | 66          |

## Lectura adicional
- Pawlik, Georg (2000). Tegetthoff und das Seegefecht vor Helgoland 9. Mai 1864 [Tegetthoff y la Batalla naval de Helgoland del 9 de mayo de 1864] (en alemán). Viena: Verl. Österreich. ISBN 3704616273.